# 李載完
李 載完（り・さいかん、イ・ジェワン、朝鮮語：이재완、1856年1月22日 - 1922年8月11日）は、李氏朝鮮末期から大韓帝国期の政治家、陸軍軍人。

## 生涯
李慎応（宣祖の九男慶昌君李珘の九世の子孫）の子として京畿道楊州郡に生まれ、興完君李晸応（興宣大院君李昰応の兄）の養子となる。光緒元年（1875年）の別試文科に丙科で合格し、説書・検閲を経て、光緒3年（1877年）に同副承旨になった。光緒6年（1880年）に吏曹参判に昇進し、光緒10年（1884年）の甲申政変の際には独立党内閣の兵曹判書になり、翌光緒11年（1885年）に大司憲となった。その後も弘文館提学、吏曹判書、弘文館学士と順当に昇進し、光武3年（1899年）には宮内府内大臣に転任した。同年9月には完順君に封爵され、輔国崇禄大夫に昇進した。
光武7年（1903年）には合資会社公立漢城銀行を設立し、1912年まで銀行長を務めた。光武9年（1905年）には正月報聘使として日本へ渡った。光武11年（1907年）には陸軍副将に任命され、承寧府総管になった。在任中は韓国政府から大勲位李花大綬章・瑞星大綬章・金尺大綬章を授与され、日本政府からも勲一等旭日桐花大綬章を授与された。
日韓併合条約締結後の1910年（明治43年）10月16日に、朝鮮貴族として侯爵に列せられた。

## 死後の評価
2002年に発表された親日派708人名簿と、2005年民族問題研究所で親日人名辞書に収録するために整理した親日人名辞書収録予定者1次名簿に選定された。2007年に、親日反民族行為真相糾明委員会が発表した「親日反民族行為195人名簿」にも選定されている。

## 栄典
- 1909年（明治42年）4月18日 - 皇太子渡韓記念章[1]